# 我的英雄學院：YOU'RE NEXT
《我的英雄學院劇場版：YOU'RE NEXT》（日語：僕のヒーローアカデミア THE MOVIE ユアネクスト），是2024年8月2日上映的日本動畫電影，改編自漫畫家堀越耕平創作的漫畫系列《我的英雄學院》，是該系列第四部劇場動畫，由岡村天齋執導，黑田洋介編劇。

## 登場角色
| 角色                     | 配音員             | 配音員             |
| 角色                     | 日本               | 臺灣               |
| 雄英高中1年A班學生       | 雄英高中1年A班學生 | 雄英高中1年A班學生 |
| ------------------------ | ------------------ | ------------------ |
| 綠谷出久                 | 山下大輝           |                    |
| 爆豪勝己                 | 岡本信彥           |                    |
| 麗日御茶子               | 佐倉綾音           |                    |
| 轟焦凍                   | 梶裕貴             |                    |
| 飯田天哉                 | 石川界人           |                    |
| 八百萬百                 | 井上麻里奈         |                    |
| 峰田實                   | 廣橋涼             |                    |
| 蛙吹梅雨                 | 悠木碧             |                    |
| 耳郎響香                 | 真堂圭             |                    |
| 切島銳兒郎               | 增田俊樹           |                    |
| 上鳴電氣                 | 畠中祐             |                    |
| 常闇踏陰                 | 細谷佳正           |                    |
| 障子目藏                 | 西田雅一           |                    |
| 瀨呂範太                 | 古島清孝           |                    |
| 青山優雅                 | 桑野晃輔           |                    |
| 蘆戶三奈                 | 喜多村英梨         |                    |
| 尾白猿夫                 | 三好晃祐           |                    |
| 葉隱透                   | 名塚佳織           |                    |
| 砂藤力道                 | 奈良徹             |                    |
| 口田甲司                 | 永塚拓馬           |                    |
| 雄英高校教職員、職業英雄 |                    |                    |
| 歐爾麥特                 | 三宅健太           |                    |
| 本作角色                 |                    |                    |
| 朱里歐·甘迪尼            | 宮野真守           |                    |
| 安娜·謝爾維諾            | 生見愛瑠           |                    |
| 黑暗麥特                 | 三宅健太           |                    |
| 黛波拉·戈里尼            | 壽美菜子           |                    |
| 布魯諾·戈里尼            | 寺杣昌紀           |                    |
| 保羅·戈里尼              | 小林裕介           |                    |
| 卡米爾·戈里尼            | 小野友樹           |                    |
| 賽門·戈里尼              | 菊池通武           |                    |
| 烏戈·戈里尼              | 魚建               |                    |

## 製作
2023年8月6日，宣布第四部《我的英雄學院》劇場版製作決定。2023年12月16日，Jump Festa2024上宣布劇場版將於2024年夏季上映。2024年1月30日，公布片名為《我的英雄學院：YOU'RE NEXT》，並預定於2024年8月2日在日本上映。

### 製作人員
- 原作、總監修、角色原案：堀越耕平《我的英雄學院》（集英社《週刊少年Jump》連載）
- 導演：岡村天齋
- 劇本：黑田洋介
- 音樂：林友樹
- 角色設計：馬越嘉彥
- 動畫製作：BONES
- 製作：《我的英雄學院劇場版》製作委員會（東寶、讀賣電視台、集英社、BONES、日本電視台、電通、日本索尼音樂娛樂、Movic）
- 發行商：東寶

## 音樂
主題曲〈荷姆克魯斯〉
作詞、作曲、編曲、歌：Vaundy
片尾曲〈Gift〉
作詞、作曲、編曲、歌：Vaundy

## 外部連結
- 官方网站 （日語）